# Victor Gherlac
Victor Gherlac (n. 19 ianuarie 1915, orașul Grigoriopol - d. 18 august 2007, municipiul Chișinău) a fost un cunoscut actor, regizor de teatru și pedagog din Republica Moldova.

## Biografie
Victor Gherlac s-a născut la data de 19 ianuarie 1915, în orașul Grigoriopol. Tatăl său a decedat pe când avea doar șapte ani, iar după încă șapte ani a rămas și orfan de mamă. Pentru a putea supraviețui, s–a angajat la fabrica de cărămidă. Într-una din zile, fratele său mai mare i-a spus că actorul Adașev caută tineri talentați pentru a–și face studiile la școala sa de actorie.
Tânărul Victor a urmat studii la Studioul moldovenesc de pe lângă Institutul muzical-dramatic "L. Beethoven" din Odessa (prima promoție, 1933) și la Institutul de Stat de artă teatrală "A.V.Lunaciarski" din Moscova (la clasa de regie a lui B. Zahava) (1936-1940).
A debutat ca actor în rolul lui Baumgarten din piesa Biruința de S. Lehtțir - spectacolul de inaugurare a Teatrului moldovenesc de Stat din Tiraspol la data de 6 noiembrie 1933. Până în anul 1936 a interpretat pe scenă  și alte roluri: Marchizetov (Între furtuni de D.Curdin, 1933), Zaev (Stasia de M.Rossovski, 1933), Jevakin (Căsătoria de Nikolai Gogol, 1934), Vosmibratov (Pădurea de A. Ostrovski, 1935) ș.a. După absolvirea facultății, a regizat în anul 1941 spectacolul Ștefan Bâtcă de L.Barschi.
A participat drept combatant la cel de-al doilea război mondial. Între anii 1943-1963 a lucrat ca actor, regizor și prim-regizor, apoi în perioadele 1963-1968 și 1979-1981 a îndeplinit funcția de director al Teatrului moldovenesc "A.S.Pușkin" (astăzi Teatrul Național "Mihai Eminescu") din Chișinău. În anul 1958 a primit titlul de Artist al poporului din RSSM. Între anii 1968-1979 a predat ca lector și șef al Catedrei de Actorie (din 1971 docent) la Institutul de Arte "Gavriil Musicescu" din Chișinău.
Teatrul moldovenesc și-a reînceput activitatea la data de 6 noiembrie 1944 la Chișinău cu o nouă redacție a piesei Haiducii, Victor Gherlac fiind unul dintre semnatarii textului (alături de I. Rom-Lebedev) și al regiei și interpretul rolului lui Costache. Printre piesele de teatru puse în scenă de Gherlac menționăm: O noapte de mai de Nikolai Gogol (1945), Sub castanii din Praga de C.Simonov (1947), Buzduganul fermecat de L.Deleanu (1951), Sânziana și Pepelea de Vasile Alecsandri (1956), Pentru căminul familial de I.Franco (1957), Dunărea zbucumată de Em.Bucov (1958), Ovidiu de Vasile Alecsandri (1958), Regele Lear de William Shakespeare (1961), Casa mare de Ion Druță (1962), Eroica de G. Malarciuc (1964), Nunta însângerată de Federico Garcia Lorca (1965) ș.a. În calitate de regizor, Victor Gherlac s-a manifestat ca un adept înflăcărat al școlii realist-psihologice de interpretare cu vădite nuanțe romantice, descoperind un șir de autori dramatici locali. A montat spectacole și în America, Italia, România, Țările Baltice, Ucraina și Rusia.
De la 80 de ani până la 90 ani, regizorul Victor Gherlac a locuit într-o cameră de cămin. Odată cu împlinirea vârstei de 90 de ani, președintele Vladimir Voronin l-a felicitat și aflând de condițiile în care trăia bătrânul regizor, i–a oferit un apartament . Ca o recunoaștere a meritelor sale, lui Victor Gherlac i s-au decernat Ordinul Lenin și Ordinul Drapelul Roșu de Muncă. El este fondatorul Uniunii Teatrale din Moldova, al cărui prim-președinte a fost.
Victor Gherlac are o fiică, care locuiește în prezent în Georgia. Deși aceasta a insistat să-l aducă acolo, regizorul a spus următoarele: Eu m–am născut în Moldova, sunt legat de teatru și trebuie să mor tot aici . Regizorul a încetat din viață la data de 18 august 2007, în municipiul Chișinău, la vârsta de 92 ani.

## Citate
„În anii treizeci, ca și cum m–am născut din nou. Am reînviat în anii șaizeci, în timpul montării primului meu spectacol, »Casa mare«, pe care îl consider cel mai reușit. La premieră, sala era invadată de spectatori. Deși poliția stătea la intrare, doritorii de a vedea spectacolele mele încercau să intre pe ferestre, pe alte căi posibile și chiar imposibile. Mai mare bucurie pentru un regizor nu poate fi.”—Victor Gherlac